# Kopalnia Węgla Kamiennego „Zofiówka”

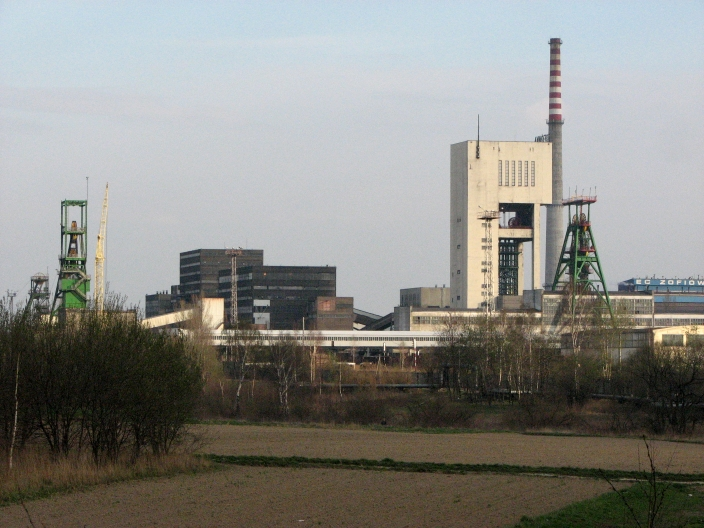
KWK „Zofiówka”

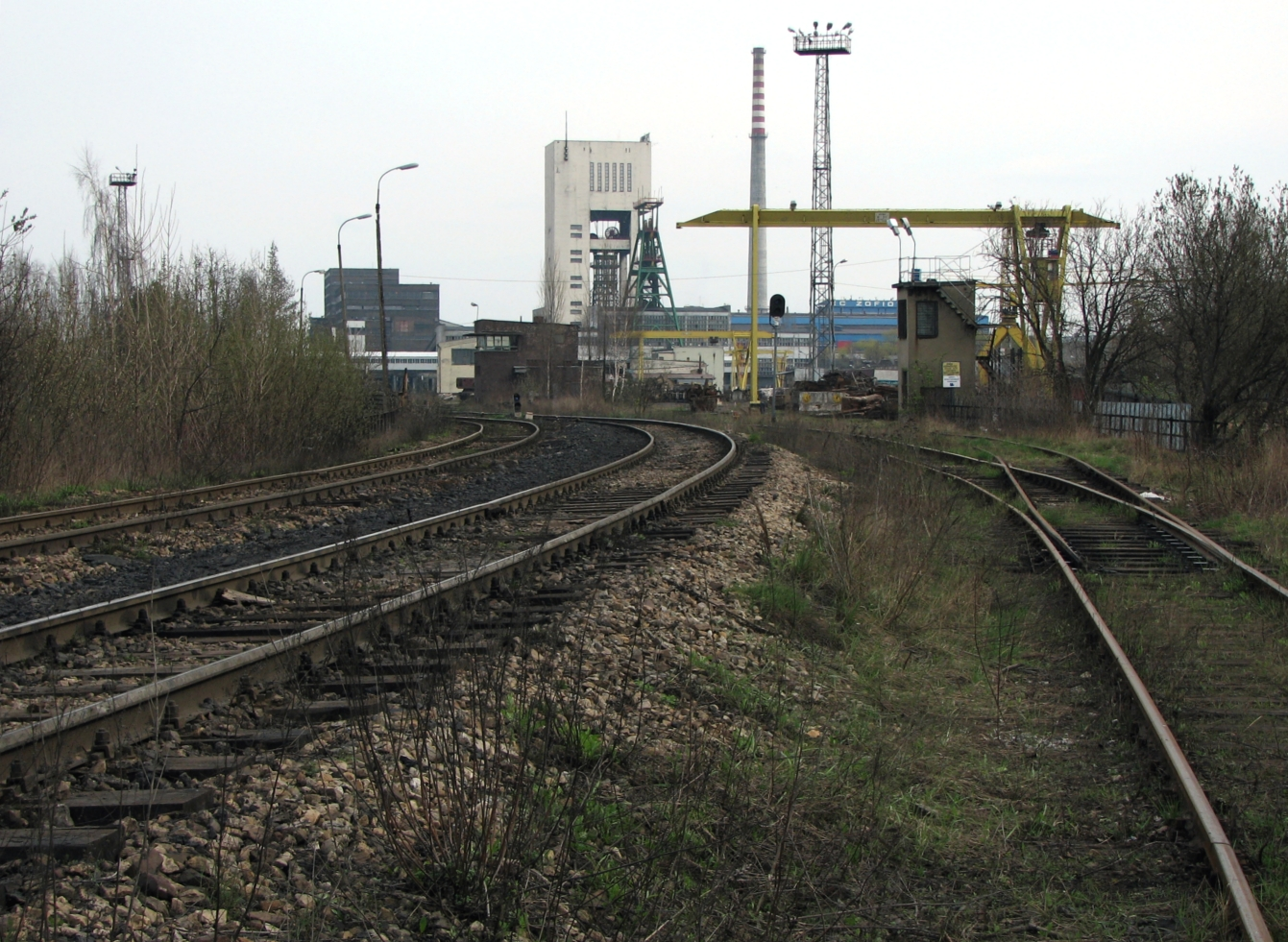
bocznica do KWK Zofiówka

Kopalnia Węgla Kamiennego „Zofiówka” (KWK „Zofiówka”), od 5 listopada 1974 do 2 września 1990 „Manifest Lipcowy” – kopalnia węgla kamiennego w Jastrzębiu-Zdroju, należy do Jastrzębskiej Spółki Węglowej. Od 1 stycznia 2013 funkcjonuje jako Ruch Zofiówka Kopalni Węgla Kamiennego „Borynia-Zofiówka-Bzie”.
Przy kopalni znajduje się elektrociepłownia o znaczeniu lokalnym. Z jej terenu nadaje jastrzębski nadajnik Radia Maryja.

## Historia
Zakład był budowany od 1961 do 1969 roku. Kopalnia została oddana do eksploatacji 4 grudnia 1969 na terenie dawnego osiedla rolniczego „Dębina” w Jastrzębiu Górnym. Swoją obecną nazwę wywodzi od Kolonii Zofiówka, obowiązywała ona od założenia kopalni do 5 listopada 1974 roku, później zmieniono ją na Manifest Lipcowy; nazwę Zofiówka przywrócono 2 września 1990 roku.
W sierpniu 1980 roku na terenie kopalni zawiązał się Międzyzakładowy Komitet Strajkowy.
W 1981 podczas stanu wojennego kopalnia została spacyfikowana przez oddziały wojska, MO oraz ZOMO. Podczas pacyfikacji użyto broni palnej z ostrą amunicją.
Kopalnia Zofiówka (wówczas Manifest Lipcowy) wchodziła kolejno w skład organizacji skupiających zakłady górnicze w okolicy:
- Rybnickie Zjednoczenie Przemysłu Węglowego (działało w latach 1945–1982),
- Zrzeszenie Kopalń Węgla Kamiennego w Jastrzębiu-Zdroju (działało w latach 1982–1984),
- Rybnicko-Jastrzębskie Gwarectwo Węglowe (działało w latach 1984–1988),
- Przedsiębiorstwo Eksploatacji Węgla „Południe” z siedzibą w Jastrzębiu-Zdroju (do chwili uzyskania samodzielności ekonomicznej; działało w latach 1989–1990)[5].

1 kwietnia 1993 roku weszła w skład Jastrzębskiej Spółki Węglowej S.A.
W okresie demokratyzacji kraju przywrócono historyczną nazwę „Zofiówka”, wziętą od dawnej wioski włączonej do Jastrzębia, położonej na południowych krańcach miasta, w której pierwotnie planowano budowę kopalni. Przy kopalni znajduje się monument upamiętniający podpisanie porozumień jastrzębskich między władzami PRL a MKS w KWK „Manifest Lipcowy”.
Od 1 stycznia 2011 r. decyzją Zarządu Jastrzębskiej Spółki Węglowej S.A. kopalnie Borynia i Zofiówka zostały połączone i działają jako jeden podmiot o nazwie Kopalnia Węgla Kamiennego Borynia-Zofiówka.
Od 1 stycznia 2014 r. decyzją Zarządu JSW S.A. kopalnia Borynia-Zofiówka połączyła się z kopalnią Jas-Mos. Od 1 stycznia jest to kopalnia zespolona KWK Borynia-Zofiówka-JasMos. Kopalnia działa jako jeden zakład który posiada 3 ruchy. W 2019 r. wyłączono z niej ruch Jas-Mos, a w 2023 włączono Ruch Bzie. Od 2023 r. Kopalnia nosi nazwę Kopalnia Węgla Kamiennego „Borynia-Zofiówka-Bzie”.
Inwestycja w kopalnię Zofiówka trwa po dzień dziś, tzn. 1.01.2015. Drążony jest nowy szyb „Bzie-Dębina” (880 m głębokości/docelowo 1200 m) który przedłuży wydobycie o kolejne 45 lat. Także jest rozjeżdżany kolejny poziom 1110 m.

## Kopalnia
Obecnie KWK Zofiówka zatrudnia 3470 pracowników (2020 r.). Wydobywa ok. 8 000 ton na dobę. Operatywne zasoby węgla wynoszą ok. 87 000 tys. ton. Jest to węgiel orto-koksowy.
Poziomy wydobywcze znajdują się na głębokości 705, 830 i 900 m, a w budowie jest poziom 1080 m. W 2007 r. rozpoczęto drążenie upadowych w kierunku złoża „Bzie – Dębina 1 Zachód” do poziomu 1110 m. 30.07.2009 r. JSW SA i PBSz Bytom podpisały umowę na drążenie nowego szybu 1 Bzie, który będzie miał długość 1164m i będzie kosztował 180,5 mln zł. PBSz ma 4 lata na wykonanie umowy.
W granicach kopalni pozostaje obszar górniczy o powierzchni 16,4 km², znajdujący się w trzech gminach Jastrzębie-Zdrój, Pawłowice w powiecie pszczyńskim i Mszana w powiecie wodzisławskim.
Kopalnia (obecnie Ruch Zofiówka) jest zabezpieczana przez Okręgową Stację Ratownictwa Górniczego w Wodzisławiu Śląskim.

## Śmiertelne wypadki w kopalni
22 listopada 2005 doszło do wyrzutu metanu i skał. Z zagrożonego rejonu wycofano 93 górników. W przodku zostało 3 górników, którzy doznali śmiertelnych obrażeń. Był to najtragiczniejszy wypadek w polskich kopalniach w 2005 roku.
27 listopada 2009 w kopalni „Zofiówka” doszło do wypadku na głębokości ponad 900 metrów pod ziemią – jeden górnik zginął, a jeden został poważnie ranny.
5 maja 2018 o godzinie 10:58 doszło do tąpnięcia na poziomie 900 m, gdy pod ziemią pracowało 250 osób. W rejonie zagrożenia znajdowało się 11 górników. 4 górników wyjechało samodzielnie na powierzchnie, do dwóch kolejnych ratownicy dotarli 5 godzin od rozpoczęcia akcji ratowniczej. 6 maja około godziny dziesiątej ratownicy dotarli do trzeciego zasypanego górnika, lekarz stwierdził jego zgon. Około godziny 14 odnaleziono czwartego górnika, w jego przypadku lekarz również stwierdził zgon. W sobotę, 12 maja, podczas wypompowywania wody z rozlewiska znaleziono ciało piątego górnika. W niedzielę JSW ogłosiła, że odnaleziono ciało szóstego górnika. Ostatniego z górników odnaleziono w środę 16 maja, w jego przypadku także potwierdzono zgon.